# Txagra d'aiguamoll
El txagra d'aiguamoll (Bocagia minuta) és un ocell de la família dels malaconòtids (Malaconotidae) i única espècie del gènere Bocagia Shelley, 1894

## Hàbitat i distribució
Habita zones humides amb vegetació alta i aiguamolls de l'Àfrica Occidental i Central, des de Sierra Leone fins Etiòpia, oest de Kenya i nord-oest, est i sud-oest de Tanzània, sud de Malawi, est de Zimbabwe i Moçambic, Angola i Malawi septentrional.